# Giải thưởng Làn Sóng Xanh 2024
Giải thưởng Làn Sóng Xanh 2024 là giải thưởng lần thứ 27 của Làn Sóng Xanh do Đài Tiếng nói Nhân dân Thành phố Hồ Chí Minh phát động và VietNam Event Group phối hợp tổ chức.
Lễ trao giải được diễn ra vào lúc 19 giờ ngày 15 tháng 1 năm 2025 tại Nhà thi đấu Nguyễn Du, Thành phố Hồ Chí Minh.

## Nghệ sĩ biểu diễn
| Nghệ sĩ trình diễn                                                                      | Bài hát                                                                                         |
| --------------------------------------------------------------------------------------- | ----------------------------------------------------------------------------------------------- |
| Rhyder Phương Mỹ Chi Captain Boy 52Hz                                                   | "Diều ngược gió"                                                                                |
| Thanh Lam Trần Thu Hà                                                                   | "Cho em một ngày" "Bài ca đêm"                                                                  |
| Đông Nhi                                                                                | Mashup: "Bình yên" "Mê cung tình yêu" "Chăm hoa" "May mắn" "Say sóng" "Để ý"                    |
| Ngô Lan Hương                                                                           | "Đi giữa trời rực rỡ"                                                                           |
| Lou Hoàng                                                                               | "Ngày đẹp trời để nói chia tay"                                                                 |
| Da LAB Minh Tốc & Lam                                                                   | "Bầu trời mới"                                                                                  |
| Vũ Cát Tường Phan Mạnh Quỳnh                                                            | Mashup: "Từng là" "Sau lời từ khước"                                                            |
| Phương Mỹ Chi Tiêu Minh Phụng Huỳnh Lập                                                 | Wrapped Miền Tây: "Hoàng hôn" "Vọng cổ buồn" "Về miền Tây" "Con gái miền Tây" "Qua cầu rước em" |
| Tuấn Hưng Phan Đinh Tùng Phạm Khánh Hưng Đăng Khôi Đinh Tiến Đạt Kay Trần S.T Sơn Thạch | "Ba kể con nghe" "Nét" "Sóng tình" "Hỏa ca (Call me by fire)"                                   |
| Noo Phước Thịnh                                                                         | "Yêu phải như vậy"                                                                              |
| Mono                                                                                    | "Đi tìm tình yêu"                                                                               |
| Dương Domic                                                                             | "Mất kết nối" "Tràn bộ nhớ"                                                                     |
| Quang Hùng MasterD                                                                      | "Catch me if you can"                                                                           |
| Trúc Nhân                                                                               | "Không ra gì"                                                                                   |
| HIEUTHUHAI Erik Song Luân JSOL Pháp Kiều HURRYKNG Rhyder Dương Domic Orange             | "Hào quang" "Kim phút, kim giờ" "Ngáo ngơ" "Sao hạng A" "Walk"                                  |
| tlinh                                                                                   | "Công chúa đi feat"                                                                             |
| Tóc Tiên                                                                                | "Đậm đà"                                                                                        |

## Người trao giải
- Nguyễn Quốc Bình[a] & Nguyễn Thanh Tuấn[b] – Trao giải "Thành tựu Làn Sóng Xanh"
- Nguyễn Hoàng Duy & Đông Nhi – Trao giải "Top 10 ca khúc được yêu thích nhất"
- Nguyễn Hải Phong & Thùy Tiên – Trao giải "Hòa âm phối khí" và "Nhà sản xuất âm nhạc của năm"
- Nguyễn Quang Dũng & Tóc Tiên – Trao giải "Bài hát hiện tượng" và "Sự kết hợp xuất sắc"
- Song Luân & Bảo Anh – Trao giải "Ca khúc trên radio"
- Huỳnh Lập & Phan Gia Nhật Linh – Trao giải "MV của năm"
- Noo Phước Thịnh & Trần Tiểu Vy – Trao giải "Gương mặt mới xuất sắc" và "Ca sĩ đột phá"
- Kaity Nguyễn & Trần Ngọc Vàng – Trao giải "Chương trình của năm", "Nam ca sĩ/rapper được yêu thích nhất" và "Nữ ca sĩ/rapper được yêu thích nhất"
- Tuấn Hưng & Huỳnh Thị Thanh Thủy – Trao giải "Album của năm" và "Ca khúc của năm"
- Thanh Hằng & Trần Nhật Minh – Trao giải "Nam ca sĩ/rapper của năm" và "Nữ ca sĩ/rapper của năm"

Chú thích
1. ↑  Phó Giám đốc Đài Tiếng nói Nhân dân Thành phố Hồ Chí Minh
2. ↑  Giám đốc kinh doanh dược phẩm Bình Đông

## Danh sách đề cử và đoạt giải
Các đề cử và bình chọn chính thức đã được công bố vào ngày 18 tháng 12 năm 2024.

### Hạng mục chính
Những nghệ sĩ thắng giải sẽ được liệt kê đầu tiên và được in đậm.
| Nam ca sĩ/rapper của năm | Nữ ca sĩ/rapper của năm |
| --- | --- |
| - HIEUTHUHAI - Phan Mạnh Quỳnh - Quang Hùng MasterD - Soobin - Sơn Tùng M-TP - Vũ | - tlinh - Bích Phương - Hòa Minzy - Hà Nhi - Vũ Cát Tường |
| Ca khúc của năm | Album của năm |
| - "Đừng làm trái tim anh đau" – Sơn Tùng M-TP - "Bình yên" – Vũ., Binz; nhạc sĩ: D.eyes, Vũ., Binz - "Ngáo ngơ" – HIEUTHUHAI, Anh Tú Atus, JSOL, Erik, Orange; nhạc sĩ: FOXXX Team, HIEUTHUHAI, Orange - "Sau lời từ khước" – Phan Mạnh Quỳnh - "Từng là" – Vũ Cát Tường                                                                                                   | - Bật nó lên – Soobin - Bảo tàng của nuối tiếc – Vũ. - CineLove – Phan Mạnh Quỳnh - Khu vườn tình – Tăng Duy Tân - Moon – Da LAB |
| MV của năm | Nhà sản xuất âm nhạc của năm |
| - "Không ra gì" – Đạo diễn: Đinh Hà Uyên Thư; ca sĩ: Trúc Nhân - "Đi tìm tình yêu" – Đạo diễn: Jake Nam; ca sĩ: Mono - "Đừng làm trái tim anh đau" – Đạo diễn: Watt Chaiwat; ca sĩ: Sơn Tùng M-TP - "Hỏa ca (Call me by fire)" – Đạo diễn: Đinh Hà Uyên Thư; ca sĩ: thí sinh Anh trai vượt ngàn chông gai - "Nâng chén tiêu sầu" – Đạo diễn: Phuơng Vũ; ca sĩ: Bích Phương | - SlimV – Anh trai vượt ngàn chông gai - Hứa Kim Tuyền – Chị đẹp đạp gió 2024 - JustaTee – Anh trai "say hi" - Sơn Tùng M-TP – "Đừng làm trái tim anh đau", "Chúng ta của tương lai" - Touliver – "Ai mà biết được" (Soobin, tlinh)                           |
| Gương mặt mới xuất sắc | Sự kết hợp xuất sắc |
| - Dương Domic – "Tràn bộ nhớ" - Captain Boy – "Ừ thì chia tay" - Khiem – "Yên bình có quá đắt không" - Ngô Lan Hương – "Đi giữa trời rực rỡ" - Pháp Kiều – "Hào quang" | - "Trống cơm" – Cường Seven, Soobin, Tự Long, APJ, It's CHARLES., SlimV, Kriss Ngô, Touliver - "Bầu trời mới" – Da LAB, Minh Tốc & Lam - "Duyên kiếp cầm ca" – Binz, Triple D - "Hào quang" – RHYDER, Dương Domic, Pháp Kiều - "Phóng Zìn Zìn" – tlinh, Low G |
| Ca sĩ đột phá | Bài hát hiện tượng |
| - Quang Hùng MasterD - Lou Hoàng - Quốc Thiên - RHYDER - Soobin | - "Đi giữa trời rực rỡ" – Ngô Lan Hương - "Thủy triều" – Quang Hùng MasterD - "Đừng làm trái tim anh đau" – Sơn Tùng M-TP - "Ngày đẹp trời để nói chia tay" – Lou Hoàng; nhạc sĩ: Brozy, Lou Hoàng - "Sau lời từ khước" – Phan Mạnh Quỳnh                     |
| Hòa âm phối khí | |
| - "Trống cơm" – Kriss Ngô & Touliver - "Duyên kiếp cầm ca" – Triple D - "Đi tìm tình yêu" – 2pillz - "Hỏa ca (Call me by fire) – GRVITY, 55, SlimV, Duy Sơn, Hà Trà Đá, TINLE - "Không ra gì" – DTAP, TDK, Mew Amazing | |

### Hạng mục trên bảng xếp hạng
| Top 10 ca khúc được yêu thích nhất |
| --- |
| 1. "Sau lời từ khước" – Phan Mạnh Quỳnh 2. "Đừng làm trái tim anh đau" – Sơn Tùng M-TP 3. "Ngày đẹp trời để nói chia tay" – Ca sĩ: Lou Hoàng; nhạc sĩ: Brozy, Lou Hoàng 4. "Thủy triều" – Quang Hùng MasterD 5. "Hào quang" – Ca sĩ: RHYDER, Dương Domic, Pháp Kiều; Nhạc sĩ: BAOVU, RHYDER, Pháp Kiều 6. "Bình yên" – Ca sĩ: Vũ., Binz; nhạc sĩ: D.eyes, Vũ., Binz 7. "Chúng ta của tương lai" – Sơn Tùng M-TP 8. "Ngáo ngơ" – Ca sĩ: HIEUTHUHAI, Anh Tú Atus, JSOL, Erik, Orange; nhạc sĩ: FOXXX Team, HIEUTHUHAI, Orange 9. "Từng là" – Vũ Cát Tường 10. "Tràn bộ nhớ" – Dương Domic |

### Giải thưởng phụ
| Hạng mục                          | Chiến thắng                                    | Nguồn |
| --------------------------------- | ---------------------------------------------- | ----- |
| Thành tựu Làn Sóng Xanh           | Dương Thụ, Bảo Chấn                            | [ 3 ] |
| Nam ca sĩ / Rapper được yêu thích | HIEUTHUHAI                                     | [ 4 ] |
| Nữ ca sĩ / Rapper được yêu thích  | Thiều Bảo Trâm                                 | [ 5 ] |
| Chương trình của năm              | Anh trai "say hi" Anh trai vượt ngàn chông gai | [ 6 ] |
| Ca khúc trên radio                | "Sau lời từ khước" – Phan Mạnh Quỳnh           | [ 7 ] |